# Лобановщина
Лобановщина — деревня в Гдовском районе Псковской области России. Входит в состав Добручинской волости Гдовского района.
Расположена в 3 км от берега Чудского озера, в 16 км к северу от Гдова и в 5 км к западу от волостного центра, деревни Добручи.

## Население
Численность населения деревни на 2000 год составляла 20 человек, по переписи 2002 года — 34 человека.